# Danny, le petit mouton noir
Vous lisez un « bon article » labellisé en 2010.  Il fait partie d'un « bon thème ».
Pour plus de détails, voir Fiche technique et Distribution.
Danny, le petit mouton noir ou Si cher à mon cœur en Belgique (So Dear to My Heart), est un film d'animation en Technicolor réalisé par Harold D. Schuster et Hamilton Luske, sorti en 1948.
C'est le 14e long-métrage d'animation des studios Disney. Il mêle animation et prises de vues réelles comme Mélodie du Sud (1946), et est adapté du livre Midnight and Jeremiah de Sterling North, publié en 1943.
Le film possède une histoire assez simple fondée sur la nostalgie du début du XXe siècle, mettant en vedette un jeune garçon prénommé Jeremiah qui cherche à démontrer qu'un mouton noir est un véritable champion de concours. Malgré d'intéressants points techniques, tant du côté animation que cinématographique, le film reste peu connu. Son principal intérêt réside dans le fait qu'après Mélodie du Sud, il confirme la diversification des studios Disney dans le cinéma en prises de vues réelles.

## Synopsis
Danny, le petit mouton noir raconte l'histoire d'un jeune garçon nommé Jeremiah qui au début du XXe siècle, décide d'élever un mouton noir que sa grand-mère ne souhaitait pas garder. Il prénomme l'animal Danny en l'honneur du célèbre étalon noir Dan Patch, l'un de ses héros. Malgré les nombreuses facéties de Danny, Jeremiah souhaite le présenter à un concours agricole.
Jeremiah regroupe des souvenirs et rêve devant un album dont les personnages s'animent et lui prodiguent des conseils.

## Fiche technique
- Titre original : So Dear to My Heart
- Titre français : Danny, le petit mouton noir
- Titre belge francophone : Si cher à mon cœur[1]
- Réalisation : Harold D. Schuster (prises de vues réelles), Hamilton Luske (séquences d'animation)
- Scénario :
  - John Tucker Battle assisté de Maurice Rapf et Ted Sears d'après Midnight and Jeremiah de Sterling North (prises de vues réelles)
  - Ken Anderson, Marc Davis et William Peed (séquences d'animation)
- Direction artistique : John Ewing (prises de vues réelles)
- Décors : Mac Alper
- Maquillages : Ted Larsen
- Coiffures : Vera Peterson
- Photo : Winton C. Hoch (prises de vues réelles)
- Effets spéciaux : Ub Iwerks (prises de vues réelles)
- Direction technique : Larry Lansburgh (prises de vues réelles)
- Consultante Technicolor : Natalie Kalmus, assistée de Morgan Padelford
- Animation :
  - Direction artistique : John Hench, Mary Blair, Dick Kelsey
  - Cadrage (Layout) : Kendall O'Connor, Hugh Hennesy, Don Griffith et Thor Putnam
  - Décors : Art Riley, Dick Anthony, Ralph Hulett, Brice Mack, Jimi Trout et Ray Huffine (prises de vues réelles)
  - Animateurs : Eric Larson, Milt Kahl, John Lounsbery, Les Clark, Hal King, Don Lusk et Marvin Woodward
  - Effets visuels : George Rowley, Josh Meador et Dan McManus
- Son : C. O. Slyfield (supervision) ; Max Hutchinson, Robert O. Cook
- Montage : Thomas Scott et Lloyd L. Richardson (prises de vues réelles) ; Al Teeter (musique)
- Musique :
  - Compositeur : Paul Smith
  - Arrangements vocaux : Ken Darby
  - Orchestrations : Ed Plumb
  - Chansons : Ticker Freeman et Irving Taylor (So Dear To My Heart), Larry Morey et Eliot Daniel (Lavender Blue - Dilly Dilly, d'après une chanson populaire, Ol Dan patch, Stick-to-it-ivity[2]), Gene de Paul et Don Raye (It's Whatcha Do with Whatcha Got), Mel Tormé et Bob Wells (County Fair)
- Production : Perce Pearce
- Société de production : Walt Disney Pictures
- Société de distribution : RKO Radio Pictures
- Budget : 2,1 millions de dollars US
- Pays de production :  États-Unis
- Langue originale : anglais
- Format : couleur (Technicolor) – pellicule : 35 mm – image : 1,37:1 – son : mono (RCA Sound System)
- Genre : dessin animé
- Durée : 79 minutes
- Dates de sortie :
  - États-Unis : 29 novembre 1948 (première mondiale à Chicago en Illinois)
  - États-Unis : 19 janvier 1949 (Indianapolis, Indiana) ; 1964 (ressortie)[2]
  - France : 26 mai 1950[1]
  - Australie : 19 janvier 1950
  - Philippines : 15 avril 1952 à Davao

Sauf mention contraire, les informations proviennent de : Leonard Maltin, John Grant

## Sorties vidéo
- 23 octobre 1992 - VHS
- 2 juillet 1998 - LaserDisc[5]
- 8 octobre 2003 - DVD[5]

## Distribution

### Distribution et voix originales
- Bobby Driscoll : Jeremiah « Jerry » Kincaid
- Luana Patten : Tildy
- Beulah Bondi : grand-mère Kincaid (Grandma Kincaid)
- Burl Ives : l'oncle Hiram Douglas
- Harry Carey : le grand juge au concours agricole (Head Judge at Country Fair)
- Raymond Bond : Pete Grundy, l'épicier (the storekeeper)
- Walter Soderling : grand-père Meeker (Grampa Meeker)
- Matt Willis : M. Burns, l'entraîneur de chevaux
- Spelman B. Collins : le juge
- John Beal : le narrateur – voix
- Ken Carson : le sage vieil hibou – voix
- Bob Stanton : personnages divers – voix
- The Rhythmaires : chanteurs

### Voix françaises
Doublage tardif effectué en 1998.
- Elliott Weill : Jeremiah « Jerry » Kincaid
- Manon Azem : Tildy
- Lily Baron : Grand-mère Kincaid
- Jean-Michel Farcy : Oncle Hiram Douglas
- Nicolas Vogel : Juge au Concours agricole
- Georges Poujouly : Pete Grundy
- Michel Papineschi : narrateur – voix
- Gérard Rinaldi : le vieil hibou – voix
- Daniel Beretta : chanteur soliste

## Titre du film en différentes langues
Dans la plupart des pays, le film a gardé son titre original anglais : So Dear To My Heart (litt. « Si cher à mon cœur »).
- Allemagne : Ein Champion zum Verlieben
- Belgique : Si cher à mon cœur (français) ; Zo teer geliefd (néerlandais)
- Brésil : Meu Querido Carneirinho
- Finlande : Pieni musta lammas
- Italie : Tanto caro al mio cuore
- Suède : Det Svarta fåret

## Distinctions
- Nomination à l'Oscar de la meilleure chanson originale (Lavender Blue)

## Origine et production
Le projet débute en 1946 avec la décision de Walt Disney d'adapter le livre de Sterling North Midnight and Jeremiah (1943) sous un format similaire à Mélodie du Sud (1946), une combinaison d'animation et de prises de vue réelles, et sous le titre How Dear To My Heart.

### Choix de l'équipe et scénario
Le scénario à peine entamé, Walt confie à Harold D. Schuster, un « réalisateur de confiance », le tournage des scènes en prises de vue réelles. Celui-ci venait juste de finir le tournage de Mon amie Flicka (1943). D'après les souvenirs de Schuster, lors de sa première rencontre avec Walt Disney, ce dernier aurait indiqué qu'il avait vu Mon amie Flicka chez lui avec sa femme et ses deux filles, toute la famille ayant beaucoup apprécié le film. Ce serait une des raisons qui ont poussé Disney à choisir Schuster. Walt demande à Schuster de lire le livre de Sterling North et de le rejoindre. Après la lecture du livre et de la première ébauche du scénario, le réalisateur accepte tandis qu'un accord est signé pour le libérer de ses obligations avec son employeur d'alors, le studio 20th Century Fox. Schuster, à la demande de Disney, embauche aussi son premier assistant Jasper Blystone.
D'après Schuster, le scénario a été retravaillé avec John Battle, Perce Pearce et Disney, mais l'équipe a aussi supervisé les décors, la musique, la distribution, etc. D'après Barrier, Disney s'implique beaucoup dans la supervision de l'écriture du scénario et, plus tard, dans le tournage. Plusieurs éléments du scénario, non présents dans le livre de North, ont été ajoutés par le scénariste John Tucker Battle selon les suggestions de Disney lui-même.
Pour le choix des acteurs, le fait que deux jeunes acteurs soient déjà sous contrat avec le studio Disney a simplifié un peu les choses. On retrouve donc Bobby Driscoll et Luana Patten, déjà présents dans Mélodie du Sud (1946) et Mélodie Cocktail (1948). Selon le Times, Bobby Driscoll est « une rareté parmi les enfants stars car lorsqu'il est calme il est très attirant et quand il doit jouer, il n'est pas épouvantable. » Schuster a suggéré l'actrice Beulah Bondi, avec qui il avait déjà travaillé. Bondi et Burl Ives ont passé des tests comme n'importe quel acteur débutant et ont été pris. Le choix de Harry Carey pour le juge de foire a été motivé par son affection pour l'acteur qu'il partageait avec le réalisateur John Ford. Malheureusement, Carey meurt avant la sortie du film le 21 septembre 1947 d'un emphysème.

### Tournage
La production débute rapidement avec les séquences en prises de vue réelles. Elles sont tournées dans le Parc national de Sequoia et dans la Vallée de San Joaquin en Californie, à Porterville selon Barrier ou près de Visalia selon Schuster cité par Maltin. Leonard Maltin, repris par Barrier, donne les dates de tournages suivantes : dans le Parc national de Sequoia, du 30 avril 1946 jusqu'au 23 août 1946, puis du 5 février au 28 mars 1947 ; au studio de Burbank du 30 avril au 23 mai 1946, du 6 au 23 août 1946 et à nouveau en 1947,. Le 2 mai 1946, la Production Code Administration (PCA), faisant appliquer le Code Hays, demande la modification d'une phrase du script en page 82, un « Lord A'Mighty » prononcé par Grand-mère Kincaid. Le 20 mai, la même administration rappelle sa préconisation concernant la page 82 et demande au studio de prendre contact avec l'Humane Society of the United States, une organisation de protection des animaux, fournissant même leurs coordonnées.
Le 24 juin 1946, Disney signe un contrat de distribution avec RKO pour quatre films, Danny, le petit mouton noir semble en faire partie. Un mémo du 20 août 1946, envoyé par John Reeder (directeur général) à Roy O. Disney, informe que les productions du studio sont suspendues sauf Mélodie du Sud, Coquin de printemps, Mélodie cocktail et Danny, le petit mouton noir. Le film fait un usage intensif de décors naturels, et hormis un ciel nocturne au-dessus de la maison des Kincaid réalisé en animation, toutes les scènes en extérieur sont tournées dans la nature. Maltin note qu'à la fin de l'été 1946, vingt-sept jardiniers arrosaient chaque nuit afin que les plantes et l'herbe ne soient pas trop asséchées lors des prises de vue du matin.
À l'époque de ce film, les studios Disney ne comptaient qu'un seul petit plateau de tournage, le Stage 1 de 1 000 m2 construit en 1940, en même temps que le bâtiment pour l'animation. Le Stage 2 n'a été construit qu'en 1949 en partie pour répondre aux besoins de la télévision. C'est pour cette raison que des décors d'intérieur ont été construits sur les lieux de tournage en extérieur. La boutique de l'épicier Pete Grundy a été reconstituée sur site grâce à une vieille boutique similaire de Porterville depuis longtemps fermée qui a été rachetée par le studio et déplacée. La ferme et la maison de Grand-mère Kincaid sont des créations des décorateurs, mais la station de train était préexistante ainsi que les rails. La locomotive et ses wagons ont été loués au studio Paramount. L'implication de Walt Disney dans le film est d'après les souvenirs de Schuster marquée par ses venues sur le tournage en extérieur le week-end qui donnaient lieu à des repas et des discussions détendus. Toutefois, la méthode de travail de Walt a dû changer pour le cinéma en prises de vue réelles, sa participation devait se faire plus durant la pré et la post-production pour ne pas empiéter sur le travail du réalisateur.
Au début de l'année 1947, alors que la production du film Danny, le petit mouton noir est stoppée pour sept semaines, l'animation de Coquin de printemps s'achève et deux autres compilations sont en préparation, Mélodie cocktail et Two Fabulous Characters renommée par la suite Le Crapaud et le Maître d'école. Le 26 mars 1947, la PCA donne son accord définitif pour le scénario.
Courant 1947, le tournage des scènes avec acteurs prend fin, mais comme le contrat avec le distributeur RKO Pictures stipule que les films de Disney doivent comporter de l'animation, Disney décide d'ajouter près de 15 minutes d'animation. Le 6 août 1947, le studio informe la PCA que le titre anglais du film change de How Dear To My Heart à So Dear To My Heart. La production des portions en animation s'achève en août 1948. En raison des difficultés financières du studio des années 1940 les droits musicaux de Mélodie du Sud (1946) et Danny, le petit mouton noir ont été confiés à Santly-Joy renommé par la suite Anne-Rachel Music.

### Un classique de Disney, animé
Malgré la forte présence de scènes en prises de vue réelles, Danny, le petit mouton noir comporte de nombreux éléments révélant la marque de fabrique du studio Disney. Le film débute par une scène similaire à plusieurs longs métrages de Disney, avec un vieil album-photo s'ouvrant et laissant apparaître de vielles cartes postales et autres souvenirs. Cette scène évoque l'ouverture de Blanche-Neige et les Sept Nains dans laquelle un livre de contes s'ouvre sur l'air de Some Day My Prince Will Come, plantant le décor et les bases de l'histoire. Ce type d'ouverture a été réutilisé pour plusieurs autres productions Disney dont Cendrillon en 1950 ou La Belle au bois dormant en 1959. Avec Danny, le petit mouton noir, la chanson devient Si cher à mon cœur. Cet usage scénaristique assez proche de celui utilisé dans la séquence C'est un souvenir de décembre de Mélodie Cocktail (1948) décrit comme l'histoire (un flashback) des personnages d'un cadre de photographies qui prennent vie dans un décor de carte postale. Le film, comme la séquence, se termine en revenant sur respectivement l'album et le cadre.
Le film ne comporte que quatre courtes séquences en animation. La première survient au bout de la 17e minute et consiste en une morale donnée par le hibou sur l'importance des actions. La seconde et la plus longue est une autre morale du hibou sur la ténacité. La troisième permet une transition entre le village de Fulton Corner et la foire agricole du comté de Pike, tandis que la quatrième est la finale du film.
Avec ces séquences animées, le film use d'un autre trait classique des films Disney, l'anthropomorphisme animalier et la représentation de l'imaginaire grâce à l'animation. Des objets normaux s'animent tel le hibou figurant sur une carte mise dans l'album-photo, puis le mouton noir et les oiseaux. À l'instar de Mélodie du Sud, l'animation dans Danny, le petit mouton noir permet de transmettre un chemin moral aux jeunes garçons. Le personnage du hibou sert à illustrer des leçons, des aphorismes écrits sur de petites cartes, souvent données à l'époque aux écoliers. Les animations avec le hibou donnent lieu à des explications et des rappels historiques choisis afin de mettre en valeur ces aphorismes. Le personnage du vieil hibou sage (Wise Old Owl) porte un chapeau universitaire américain (carré) et de petites lunettes carrées et reprend les caractéristiques habituelles de cette espèce chez Disney. Malgré sa réalisation après les tournages en prise de vue réelle, la version animée de Danny conserve son aspect d'agneau.
Pour illustrer la maxime « c'est ce que tu fais qui compte », le hibou évoque le combat de David et Goliath puis la chute des murs de Jéricho. Pour illustrer la ténacité, Disney propose une version modifiée de l'histoire de Christophe Colomb et une autre de Robert Bruce,.
Les recettes du film s'élèvent à 2,7 millions d'USD, partagés entre Disney et RKO, mais pour un coût de production de 2,1 millions. Malgré un certain succès le film ne permet pas de rentabiliser la production. Le film a été diffusé à la télévision dans l'émission Disneyland sur ABC le 24 novembre 1954.

### Bande originale
- Si cher à mon cœur (So Dear to My Heart) - Soliste
- Tu dois faire avec ce que tu as - Le hibou et chœur
- Lavande bleue (Lavender Blue - Dilly Dilly) - Soliste[27]
- Billy Boy - Grand-mère et Hiram
- C'est la ténacité qui te fait triompher - Le hibou et chœur
- Jerry Kincaid - Hiram
- La Grande Foire - Le hibou et chœur

## Analyse
Danny, le petit mouton noir partage avec Mélodie du Sud plusieurs éléments. Le film est basé sur un monde peuplé d'enfants et de personnages âgés, une nostalgie souvent assimilée à celle de l'enfance de Walt Disney.

### Évolution des critiques
Les critiques à la sortie du film ont souvent été élogieuses. Pour Variety, le film est « un bel ouvrage de fable sentimentale ». Pour Howard Barnes du New York Herald Tribune, avec ce film, « Walt Disney a enfin trouvé une formule gracieuse et engageante pour mixer le drame réel et l'imagination picturale d'un dessin animé ». Leonard Maltin note à ce propos qu'à la même période de nombreux films ont utilisé la fibre nostalgique, à l'image de Le Chant du Missouri (1944), La Foire aux illusions (1945) ou Quadrille d'amour (1946).
En ce qui concerne l'animation, elle n'occupe qu'une faible partie du film. La plus longue séquence d'animation est celle évoquant les histoires de Christophe Colomb et Robert Bruce comme exemples de la ténacité. La première partie est dans un style visuel stylisé proche d'un album d'histoires pour enfants tandis que la seconde utilise le style abstrait pour évoquer moins crûment la violence.
Maltin indique que le film a été un revers pour la machine commerciale Disney, car, en l'absence de personnages ou de supports forts, il a été très difficile de le « vendre » avec son histoire si simple à raconter. Les revenus générés par le film, lors de sa sortie ou de ses ressorties, n'ont jamais été aussi importants que ceux des autres productions du studio.
Pour les auteurs plus récents, la critique est plus vive. John Grant fait remarquer que de nombreux auteurs, quand ils mentionnent le film, ne font que le dénigrer, ce à quoi il répond qu'ils feraient mieux de faire visionner le film à des enfants et d'observer avant tout leurs réactions avant d'écrire leurs critiques. Grant note que le film est souvent comparé à Mélodie du Sud en raison du mélange animation et prises de vue réelles. Pour Barrier, Danny, le petit mouton noir, à l'inverse de Mélodie du Sud, souffre de l'absence de personnages forts et d'une animation pas assez présente qu'il qualifie même de « superflu. » Au contraire Maltin considère le film bien meilleur que son prédécesseur malgré une distribution semblable mais s'accorde avec Barrier sur la présence de l'animation, qu'il trouve « intrusive » alors que le rapport animation-prises de vue réelles était inversé dans Mélodie du Sud. Maltin se demande même si l'animation était nécessaire. Walt Disney justifiait cette présence de l'animation comme une représentation de l'imagination du jeune Jeremiah, mais Maltin suppose que Walt aurait pu trouver une autre méthode.

### Nostalgie et importance pour Disney
D'après Steven Watts, Danny, le petit mouton noir est un film profondément nostalgique qui se passe dans une ferme du Midwest en 1903. Selon Maltin, le film « est une personnification du mot » nostalgie. Le film souffre d'un certain oubli en raison, selon John Grant, de son caractère plus proche du film de série B. C'est l'un des trois films pour lequel Walt Disney a une réaction aussi forte avec Pollyanna (1960) et Calloway le trappeur (1965) en raison du décor de petite ville de l'Ouest américain au début du XXe siècle très proche de ses souvenirs.
Dans une interview, Walt aurait admis que ce film lui était cher, car il représentait sa vie et celle de son frère dans l'État du Missouri,. Lors de sa jeunesse à Marceline, dans le Missouri, Walt Disney passait beaucoup de temps avec ses jeunes camarades et deux adultes assez âgés tels que Doc Sherwood et Grandpa Taylor. Plusieurs auteurs indiquent que le film serait l'un des préférés de Walt en raison de cet écho avec son enfance. Walt évoque aussi la venue dans sa ville du célèbre cheval Dan Patch et qu'il lui aurait donné une pomme, ce que fait aussi le jeune Jerry dans le film. Au travers d'une représentation de l'atmosphère et des détails de la période 1903, ainsi que des personnalités riches, font de Danny, le petit mouton noir l'un des films en prises de vue réelles de Disney les plus aboutis. D'autres éléments rapprochent le film de la jeunesse de Walt Disney : la foire se déroule dans le « comté de Pike. » Il existe justement dans le Missouri, le comté de Pike, situé à environ 200 kilomètres de Marceline, ville du comté de Linn mentionné dans le film comme origine d'un des concurrents.
Pour Douglas Brode, le film comporte un élément clé de la personnalité de Walt Disney et son profond sens du respect. La scène de la naissance de l'agneau est pour Brode un exemple du travail constant de Disney de modification des stéréotypes culturels dont la portée sur la population est comparable à son adaptation du Vilain Petit Canard (1931), un court métrage des Silly Symphonies, et plus largement aux fables d'Ésope. Un autre élément est le rêve américain teinté de religion, Jeremiah obtient le prix spécial du mérite, non décerné depuis quarante ans [quatre dans la version francophone], lors de la foire du comté, grâce à sa persévérance, sa croyance en lui et en Dieu.
Le film est aussi souvent associé à la genèse du parc Disneyland. Un premier élément est que la réplique de la gare de chemin de fer en bois du film a été démontée et installée par Ward Kimball dans la propriété de Walt Disney à Holmby Hills afin de compléter le train miniature de son jardin, baptisé Carolwood Pacific Railroad. Vers la fin de l'année 1950, Walt Disney ayant acheté la construction de son Carolwood Pacific Railroad, il entame la reproduction en miniature d'un décor du film dans un diorama qu'il baptise Granny's Cabin, la cabane de Granny, basée sur celle du personnage de Grandma Kincaid. Fin novembre et courant décembre 1952, d'après le journal Los Angeles Time, Walt expose la miniature de 2,40 m de hauteur qu'il a réalisée de ses mains à l'auditorium Pan-Pacific lors du Festival of California Living.

### Évolution vers le cinéma avec acteurs
Pour Christopher Finch, le fait le plus notable est que Danny, le petit mouton noir marque l'étape suivante dans l'évolution du studio vers la production de films en prises de vue réelle. Ce film ne contient qu'une quantité minimale d'animation et uniquement à des fins pratiques, l'essentiel de l'histoire se passant autour des acteurs.
Grant considère lui aussi le film comme d'importance, car il a permis aux studios Disney de confirmer la faisabilité de films en prises de vue réelles et d'ainsi diversifier les productions et les revenus du studio. Le premier film entièrement dans ce format est L'Île au trésor (1950). Finch ajoute les trois autres productions britanniques du début des années 1950, Robin des Bois et ses joyeux compagnons (1952), La Rose et l'Épée (1953) et Échec au roi (1953). Pour Steven Watts, le film est le premier à présenter une famille incomplète, dure, parfois violente et cherchant à survivre, thème qui sera repris dans de nombreux films produits par le studio dans les années 1950 qui s'éloignent du stéréotype acidulé de Disney [de l'animation] et se focalisent sur la nature fragile du bien-être intérieur. Les protagonistes sont essentiellement des hommes forts et les personnages féminins sont relégués à des seconds rôles. Dans Danny, le petit mouton noir tout comme plus tard dans Fidèle Vagabond (1957), la femme est une figure maternelle chaleureuse dont la principale préoccupation est sa famille exécutant seule les tâches domestiques et l'éducation des enfants. Steven Watts y voit l'idéologie prônée par le studio Disney pour la femme des années 1950. Danny, le petit mouton noir est aussi le prototype des histoires américaines du XIXe siècle adaptées par le studio Disney durant les années 1950, comprenant une importante part de nostalgie.
En 1974, Jimmy Johnson est autorisé à contacter Gene Aberbach pour négocier le rachat des droits de Mélodie du Sud (1946) et Danny, le petit mouton noir (1948), et les droits ont été récupérés par la Walt Disney Music Company courant 1974 ou au début 1975, avant le départ à la retraite et le décès de Johnson en 1976.